# Diclis rotundifolia
Diclis rotundifolia är en flenörtsväxtart som först beskrevs av William Philip Hiern, och fick sitt nu gällande namn av O.M. Hilliard och B.L.Burtt. Diclis rotundifolia ingår i släktet Diclis och familjen flenörtsväxter. Inga underarter finns listade i Catalogue of Life.